# Pavel Orlov
Pavel Maratovich Orlov (tiếng Nga: Павел Маратович Орлов; sinh ngày 8 tháng 12 năm 1992) là một cầu thủ bóng đá người Nga. Anh thi đấu cho FC Luki-Energiya Velikiye Luki.